# Nocturnal (Varèse)
Nocturnal è una composizione per soprano, coro di bassi e orchestra di Edgard Varèse, scritta fra il 1960 ed il 1961. Rimasta inedita fino al 1972, è stata completata a cura del suo allievo Chou Wen-chung.
Nocturnal segna il ritorno di Varèse alla voce umana dopo anni di sperimentazione sugli strumenti e sull'orchestra. 
L'opera è stata commissionata e dedicata alla Koussevitzky Music Foundation. Il testo include frasi e parole citate da The House of Incest di Anaïs Nin inframmezzate da sillabe ideate dallo stesso autore.

## Storia
Nocturnal fu eseguito per la prima volta il 1º maggio 1961 nella Town Hall in una serata puramente dedicata a Varèse, sotto la direzione di Robert Craft. In programma c'erano inoltre: Intégrales, Poeme electronique, Offrandes, Les Déserts ed Ecuatorial (nella versione rielaborata per 8 voci maschili). Varèse diede la partitura in mano ai musicisti solo due giorni prima dello spettacolo. Essa non era per niente completa, ma tuttavia abbastanza ampia perché l'opera potesse essere eseguita. Non ci fu mai una prova generale. Varèse non diede l'opera alle stampe, poiché la considerava incompleta e poiché voleva apportarvi delle modifiche.
Dopo la sua morte il Nocturnal era ancora nelle medesime condizioni in cui si trovava in occasione della prima e unica rappresentazione.
Al giorno dell'esecuzione il pezzo era pronto fino alla battuta 87, per il resto (fino alla battuta 170) c'erano appunti dettagliati, che Chou Wen-Chung ha poi potuto completare dopo la morte di Varèse con l'aiuto di molti schizzi.
Chou Wen-Chung, nell'introduzione alla partitura di Nocturnal scrive: “L'incompleto Nocturnal sembra rappresentare l'inizio di un'opera di tipo narrativo. Da schizzi di questo periodo si può evincere che originariamente Varese voleva usare un grande ensemble di ottoni e di percussioni, forse persino con suoni elettronici. Gli archi sono stati usati forse solo perché fu eseguita anche Offrandes, che li utilizzava. La differente strumentazione indica il fatto che Nocturnal è solo una parte di un progetto che è andato modificandosi nel tempo e al quale Varèse ha lavorato negli ultimi anni della sua vita. Già prima che fu completato Déserts nel 1954 egli pensava ad un'opera del genere...sfortunatamente Varèse non completò mai Nocturnal. Dopo la prima egli decise di andare avanti con un'altra versione, con il titolo di Nocturnal II (o Nuit), che non fu però mai portato a termine”

## Organico
Oltre alle voci, l'apparato strumentale comprende 6 fiati, 6 ottoni, pianoforte, archi e 43 percussioni. 
Gli strumenti, in particolare gli archi e il pianoforte, si riuniscono per lunghi tratti in suoni tenuti. La relazione con la creazione di suoni elettronici è afferrabile in modo particolare. Si può bene immaginare che Varèse avrebbe creato con strumenti elettronici questi effetti sonori in occasioni di una successiva rielaborazione e l'inserimento di Nocturnal in un progetto più 
ampio.